# Mausoléo
Mausoléo (en cors U Musuleu) és un municipi francès, situat a la regió de Còrsega, al departament d'Alta Còrsega. L'any 1999 tenia 11 habitants.

## Demografia
| 1962 | 1968 | 1975 | 1982 | 1990 | 1999 |
| ---- | ---- | ---- | ---- | ---- | ---- |
| 64   | 67   | 49   | 38   | 14   | 11   |

## Administració
| Període   | Identitat                 | Partit | Qualitat |  |
| --------- | ------------------------- | ------ | -------- |  |
| 2001-2006 | Antoine Fabiani-Antonelli |        |          |  |
| 2006-     | Jean-Toussaint Antonelli  |        |          |  |